# Troupe de la Comédie-Française en 1780

## Composition de la troupe de laComédie-Françaiseen1780
L'année théâtrale commence le 7 avril 1780 (veille des Rameaux) et se termine le 10 avril 1781.
| Directeur :                 |                                          |
| Acteurs                     | Actrices                                 |
| Preville                    | Drouin                                   |
| Brizard                     | Bellecour                                |
| Molé                        | Lelievre                                 |
| Dauberval                   | Préville                                 |
| Augé                        | Molé                                     |
| Bouret                      | Doligny                                  |
| Monvel                      | Luzy                                     |
| Dugazon                     | Fanier                                   |
| Des Essarts                 | Dugazon                                  |
| Delarive                    | Vestris                                  |
| Dazincourt                  | Lachassaigne                             |
| Fleury                      | Suin                                     |
| Bellemont                   | Saint-Val                                |
| Courville                   | Raucourt                                 |
| Vanhove                     | Contat                                   |
| Dorival                     |                                          |
| Florence                    |                                          |
| Ponteuil                    |                                          |
| Danseurs                    | Danseuses                                |
| Deshayes, maître de ballet  | Mlle. Constance-Cholet, premier danseuse |
| Guiardelle, premier danseur | Lacroix                                  |
| Lefevre, répétiteur         | Baudry Cadette                           |
| Marchand                    | Duplessy                                 |
| Giguet                      | Baudry, L.                               |
| Coffon                      | Dantie                                   |
| Evrard                      | Opportune                                |
| Audille                     | Simon                                    |
| Magnenet                    | Dancourt                                 |
| Mullot                      | Modo, surnuméraire                       |
| Coinde, surnuméraire        | Delmas, surnuméraire                     |
| Henri, surnuméraire         |                                          |
| Doucet, surnuméraire        |                                          |
|                             |                                          |
| Orchestre                   |                                          |
| Baudron                     | Defmarais                                |
| Chaudet                     | Helbert                                  |
| Cuniffy                     | Fillion                                  |
| Rofe                        | Dalincourt                               |
| Lalance                     | Rameau                                   |

## Source
- Les Spectacles de Paris, ou Calendrier historique & chronologique des théâtres, pour l'année 1780, Paris 1780.